# Coccoloba acuna
Coccoloba acuna är en slideväxtart som beskrevs av Howard. Coccoloba acuna ingår i släktet Coccoloba och familjen slideväxter. Inga underarter finns listade i Catalogue of Life.